# Flaga Uljanowska
Flaga Uljanowska (ros: Флаг Ульяновска) – jest oficjalnym symbolem miejskim Uljanowska, przyjętym w obecnej formie 30 kwietnia 2003 roku przez radę miasta. 

## Historia i symbolika
Flaga Uljanowska to prostokątny materiał w proporcjach (szerokość do długości) – 2:3 podzielony na trzy równe pionowe pasy, w kolorach: błękitnym, białym i znowu błękitnym. Pośrodku znajduje się korona, znana z herbu Uljanowska. Błękitny kolor widoczny na fladze jest nawiązaniem do dwóch rzek nad którymi leży miasto: Wołgi i Swijagi. Korona na białym tle jest przeniesiona wprost z herbu miejskiego. Flaga ma za zadanie reprezentować historię miasta Uljanowska i jednocześnie ma przypominać jego mieszkańcom o wierności i szacunku wobec lokalnych władz, patriotyzmie i dumie jaką powinni odczuwać z ich miasta.
30 kwietnia 2004 r. Uljanowska Rada Miejska zdecydowała o przyjęciu tego projektu jako oficjalnej flagi miasta. Otrzymała ona numer 232 w Państwowym heraldycznym rejestrze Federacji Rosyjskiej. Użycie flagi reguluje odpowiednie postanowienie rady miejskiej dotyczące symboliki miasta, z 14 grudnia 2005 r. (nr. 202). 